# Sylt Challenger
Il Sylt Challenger è stato un torneo professionistico di tennis giocato su campi in terra rossa. Faceva parte dell'ATP Challenger Series. Si giocava annualmente a Sylt in Germania.

## Albo d'oro

### Singolare
| Anno | Campione          | Finalista              | Punteggio   |
| ---- | ----------------- | ---------------------- | ----------- |
| 1999 | Michel Kratochvil | Emilio Benfele Álvarez | 6–1, 6–1    |
| 2000 | Jurij Ščukin      | Jakub Herm-Zahlava     | 6–2, 6–4    |
| 2001 | Salvador Navarro  | Dennis van Scheppingen | 6–3, 7–6(7) |

### Doppio
| Anno | Campioni                               | Finalisti                     | Punteggio     |
| ---- | -------------------------------------- | ----------------------------- | ------------- |
| 1999 | Rene Nicklisch Attila Sávolt           | Florian Allgauer Davide Scala | 4–6, 6–3, 6–1 |
| 2000 | Ion Moldovan Jurij Ščukin              | Ashley Fisher Gareth Williams | 6–4, 6–2      |
| 2001 | Bobbie Altelaar Dennis van Scheppingen | Rico Jacober Mark Nielsen     | 7–6(3), 6–1   |